# ایست هازل کرست (ایلینوی)
ایست هازل کرست (به انگلیسی: East Hazel Crest) یک روستا در ایالات متحده آمریکا است که در ایلینوی واقع شده‌است. ایست هازل کرست ۲٫۰۳ کیلومتر مربع مساحت و ۱٬۵۴۳ نفر جمعیت دارد و ۱۸۸٫۹۸ متر بالاتر از سطح دریا واقع شده‌است.